# Clontarfi csata
A clontarfi csatában 1014. nagypéntekén (április 23.) Brian Boru ír főkirály legyőzte Mael Mordha leinsteri király viking seregét, amelyet Sigtrygg, a király unokaöccse vezetett. A csata megtörte a vikingek erejét az ír szigeten. A legyőzöttek egy menekülő csoportja azonban belebotlott Brian Boru sátrába, és megölték a királyt, így az ország visszahullott az egymással torzsalkodó kis királyságok anarchiájába. 